# カルロス・バルガス
カルロス・ミゲル・バルガス（Carlos Miguel Vargas, 1999年10月13日 - ）は、ドミニカ共和国・エスパイジャト州モカ出身のプロ野球選手（投手）。右投右打。MLBのシアトル・マリナーズ所属。

## 経歴

### インディアンス傘下時代
2016年に国際フリーエージェントでクリーブランド・インディアンスと契約を結びプロ入りを果たした。
2020年のシーズン終了後に40人枠に追加された。
2021年4月にトミー・ジョン手術を受け、シーズンを全休した。
2022年は故障者リストで開幕を迎え、7月に傘下AA級で復帰登板を果たした。9月にAAA級に昇格した。9月16日にロースター入りを果たしたが、登板機会はなく20日にAAA級に降格した。

### ダイヤモンドバックス時代
2022年11月15日にロス・カーバーとのトレードでアリゾナ・ダイヤモンドバックスに移籍した。
2023年3月28日に開幕ロースター入りを果たし、翌日のロサンゼルス・ドジャースとの開幕戦でメジャーデビューを果たした。

### マリナーズ時代
2023年11月22日にエウヘニオ・スアレスとのトレードでセビー・ザバラと共にシアトル・マリナーズへ移籍した。

## 詳細情報

### 年度別投手成績
| 年 度    | 球 団    | 登 板 | 先 発 | 完 投 | 完 封 | 無 四 球 | 勝 利 | 敗 戦 | セ 丨 ブ | ホ 丨 ル ド | 勝 率 | 打 者 | 投 球 回 | 被 安 打 | 被 本 塁 打 | 与 四 球 | 敬 遠 | 与 死 球 | 奪 三 振 | 暴 投 | ボ 丨 ク | 失 点 | 自 責 点 | 防 御 率 | W H I P |
| -------- | -------- | ----- | ----- | ----- | ----- | -------- | ----- | ----- | -------- | ----------- | ----- | ----- | -------- | -------- | ----------- | -------- | ----- | -------- | -------- | ----- | -------- | ----- | -------- | -------- | ------- |
| 2023     | ARI      | 5     | 0     | 0     | 0     | 0        | 0     | 0     | 0        | 0           | ----  | 22    | 4.2      | 5        | 2           | 4        | 0     | 1        | 7        | 0     | 0        | 3     | 3        | 5.79     | 1.93    |
| MLB：1年 | MLB：1年 | 5     | 0     | 0     | 0     | 0        | 0     | 0     | 0        | 0           | ----  | 22    | 4.2      | 5        | 2           | 4        | 0     | 1        | 7        | 0     | 0        | 3     | 3        | 5.79     | 1.93    |

- 2023年度シーズン終了時

### 年度別守備成績
| 年 度 | 球 団 | 投手（P） | 投手（P） | 投手（P） | 投手（P） | 投手（P） | 投手（P） |
| 年 度 | 球 団 | 試 合     | 刺 殺     | 補 殺     | 失 策     | 併 殺     | 守 備 率  |
| ----- | ----- | --------- | --------- | --------- | --------- | --------- | --------- |
| 2023  | ARI   | 5         | 0         | 0         | 0         | 0         | ----      |
| MLB   | MLB   | 5         | 0         | 0         | 0         | 0         | ----      |

- 2023年度シーズン終了時

### 背番号
- 45（2023年）
- 54（2025年 - ）